# Gruppo di NGC 2274
Il Gruppo di NGC 2274 comprende quattro galassie situate nella costellazione dei Gemelli.

## Descrizione
La distanza media tra il centro di massa di questo gruppo e la nostra Via Lattea è di circa 248 milioni di anni luce (75,9 Mpc).

## Membri
Nella tabella sottostante sono riportati i quattro membri del gruppo indicati da Garcia nel suo articolo del 1993.
| Nome     | Classificazione | Tipo            | RA (J2000.0)  | DEC (J2000.0) | Velocità radiale (km/s) | Magnitudine apparente | Distanza (Mpc) | Dimensioni (kal) |
| -------- | --------------- | --------------- | ------------- | ------------- | ----------------------- | --------------------- | -------------- | ---------------- |
| NGC 2274 | E               | Ellittica       | 06h 47m 17.4s | 33° 34′ 02″   | 5032 ± 14               | 12,1                  | 75,7 ± 5,3     | 168              |
| NGC 2275 | S?              | Spirale         | 06h 47m 17.9s | 33° 35′ 57″   | 4927 ± 20               | 13,2                  | 74,1 ± 5,2     | 106              |
| NGC 2290 | (R)SAa?         | Spirale         | 06h 50m 56.9s | 33° 26′ 15″   | 5043 ± 9                | 13,2                  | 75,9 ± 5,3     | 127              |
| UGC 3537 | SBcd?           | Spirale barrata | 06h 46m 45.4s | 33° 37′ 09″   | 5184 ± 7                | 13,70                 | 77,9 ± 5,5     | 85               |

Il sito DeepskyLog permette di trovare agevolmente le costellazioni in cui sono situate le galassie; in alternativa si possono utilizzare le coordinate delle galassie per individuarle. Se non altrimenti indicato, le coordinate sono quelle fornite dal sito NASA/IPAC (National Aeronautics and Space Administration / Infrared Processing and Analysis Center).